# Stazione di Francoforte sul Meno Hauptwache
La stazione di Francoforte sul Meno Hauptwache (in tedesco Frankfurt (Main) Hauptwache) è una delle maggiori stazioni ferroviarie di Francoforte sul Meno.
Sita ai margini del quartiere di Innenstadt (centro), prende il nome dall'adiacente piazza "Hauptwache".

## Storia
La stazione della linea A della metropolitana nord-sud venne attivata il 4 ottobre 1968.
La stazione ferroviaria rimase capolinea fino al 28 maggio 1983, data del prolungamento della S-Bahn fino al nuovo capolinea di Konstablerwache.

## Movimento
La stazione è servita dalle linee S1, S2, S3, S4, S5, S6, S8 e S9 della S-Bahn, dalle linee U1, U2, U3, U6, U7 e U8 della metropolitana.